# Linguaggio esopico

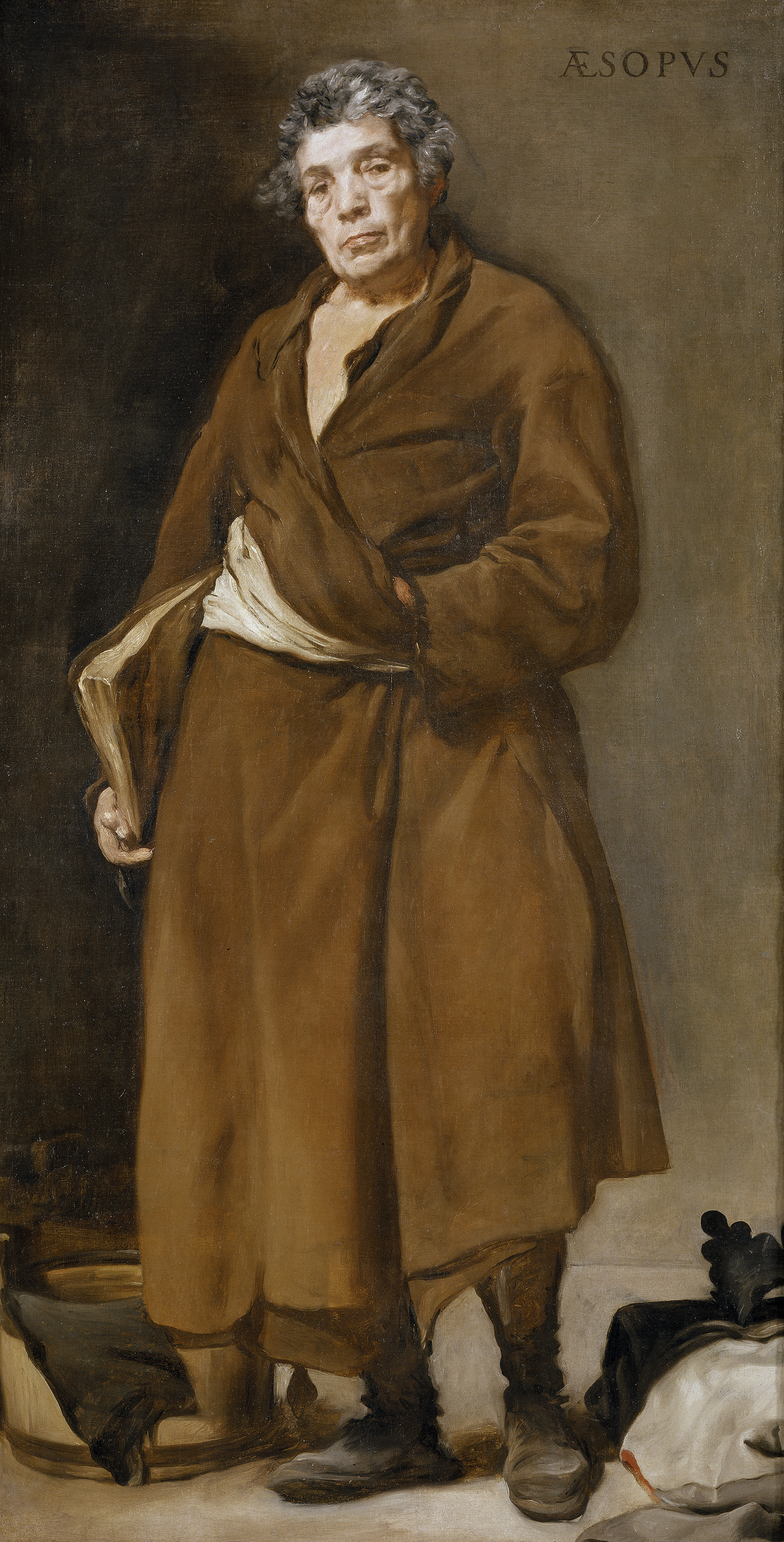
Esopo

Il linguaggio esopico (dal nome del favolista Esopo) è una modalità di comunicazione che fa uso consapevole di determinati accorgimenti retorici ed espressivi (come allegorie, metafore, circonlocuzioni) per mascherare il vero pensiero sottostante al testo e le idee veicolate dall'autore, in modo da render comprensibile il reale significato delle parole ai soli appartenenti a un movimento segreto o a un gruppo di cospiratori. 
Ricorre a un sistema di mezzi ingannevoli: i tradizionali procedimenti allegorici (l'allegoria, l'ironia, la perifrasi, l'allusione), i personaggi delle favole e gli pseudonimi contestuali semi-comprensibili.

## Origine
La definizione deriva da Esopo, il favolista dell'antica Grecia, e dalla sua "lingua esopica", cioè quel particolare modo di esprimersi che egli usava nelle sue Favole, in quanto la sua condizione sociale di schiavo non gli permetteva di mostrare in modo diretto e aperto i difetti dei padroni, le cui figure, perciò, egli sostituiva con quelle di animali dalle caratteristiche morali e comportamentali corrispondenti. 

## Uso nella letteratura russa
Nella letteratura russa, l'uso di questo procedimento si è affermato alla fine del XVIII secolo per aggirare le limitazioni della censura.
Fece largo uso di questo procedimento lo scrittore satirico Mihail Saltykov-Ščedrin. In seguito, la lingua esopica divenne un tratto distintivo dello stile individuale di molti scrittori di satira e fu impiegata anche a prescindere dalla censura.
L'uso della lingua esopica è stato analizzato dallo studioso di letteratura Lev Losev.
Ha definito la lingua esopica un sistema letterario basato sulla cooperazione tra autore e lettore, attraverso il quale il senso rimane nascosto alla censura.